# 米晓东
米晓东（1970年5月—），中国商人，米晓东在广东湛江长大，毕业于西南石油大学，与周永康之子周滨是大学同学，其父亲曾在新疆中石油工作，米晓东毕业后曾任职于中海油南海东部公司。2006年前后，米晓东与周滨在北京合伙做生意。在中石油有史以来最大的腐败案中，米晓东重点负责周滨在海油和陆上油田买卖的生意。

## 人物经历
1970年5月出生的米晓东，是老海油子弟。其父曾在新疆的中石油油田工作，中海油成立后调至南海西部公司任副总经理，颇有威望，已退休多年。米晓东在湛江的南海西部公司家属院长大。
米晓东曾就读于西南石油大学1988级油藏专业，与周滨是西南石油大学同学。 [2]  米晓东从西南石油大学毕业后到中海油南海东部公司工作，2005年前后离开南海东部公司，之后在深圳的一家外资石油公司短期供职。2006年前后到北京，与周滨合伙做生意，负责打理周滨在海上和陆上油田买卖的生意。 [1] 